# Courtieux
 Courtieux  es una población y comuna francesa, en la región de Picardía, departamento de Oise, en el distrito de Compiègne y cantón de Attichy.

## Demografía
| 130 | 125 | 137 | 150 | 183 | 172 |
| Para los censos de 1962 a 1999 la población legal corresponde a la población sin duplicidades (Fuente: INSEE [Consultar]) |     |     |     |     |     |